# 난구 (타이난시)

난 구의 위치

난구(한국어: 남구, 중국어: 南區, 병음: Nán Qū)는 중화민국 타이난시의 시할구이다. 넓이는 27.2681km2이고, 인구는 2015년 8월 기준으로 125,838명이다.

## 지리
타이난 시의 남부에 위치하고 남쪽으로 가오슝시 후네이 구 및 체딩 구, 동쪽으로 런더 구, 북쪽으로 둥 구, 중시 구, 안핑 구와 접하고 서쪽은 타이완 해협에 면한다.

## 같이 보기
- 타이난시